# Порумбеній-Міч
Порумбеній-Міч (рум. Porumbenii Mici) — село у повіті Харгіта в Румунії. Входить до складу комуни Порумбень.
Село розташоване на відстані 218 км на північ від Бухареста, 55 км на захід від М'єркуря-Чука, 127 км на південний схід від Клуж-Напоки, 79 км на північний захід від Брашова.

## Населення
За даними перепису населення 2002 року у селі проживала 571 особа, усі — угорці. Усі жителі села рідною мовою назвали угорську.